# شرحبیل بن ذی‌کلاع
شُرَحبیل بن ذی‌کَلاع حِمیَری از سرداران اموی در جنگ صفین و از عاملان کشته شدن حسین بن علی بود.

## زندگی
منابع تاریخی نخستین بار در گزارش‌های نبرد صفین از شرحبیل یاد می‌کنند. او در این جنگ در لشکر معاویه حاضر بود و علیه علی بن ابی‌طالب جنگید. شرحبیل در جریان قیام حسین بن علی نیز در لشکر عمر بن سعد قرار داشت. او پس از واقعه عاشورا در کوفه ساکن شد ولی پس از مرگ یزید بن معاویه به شام بازگشت. او در قیام توابین نیز علیه توابین جنگید.

## مرگ
شرحبیل فرمانده سواره نظام عبیدالله بن زیاد در جریان قیام مختار بود و سرانجام در نبرد خازر در رویارویی با سپاه ابراهیم بن مالک اشتر، شکست سختی خورد و سر از تنش جدا شد. مختار نیز سر آنان را توسط فرستاده‌ای نزد سجاد، محمد بن حنفیه و سایر بنی هاشم به مدینه فرستاد.